# Alexander Stephen and Sons

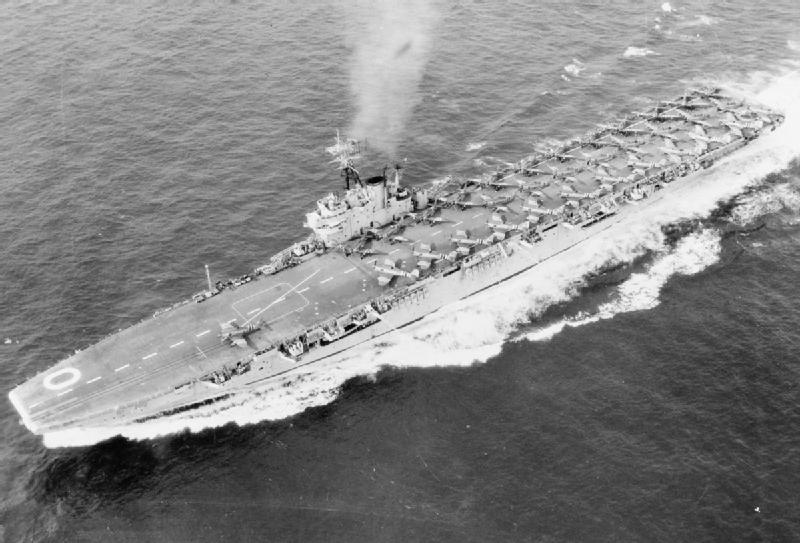
Британський легкий авіаносець HMS «Оушен» (R68), виробництва компанії Александер Стефен енд санз. Корейська війна. 1952

Александер Стефен енд санз (англ. Alexander Stephen and Sons) — британська суднобудівна компанія, яка розташовувалася у районі Лінтгауз (Говань) у Глазго, Шотландія.